# Xieng Khuan

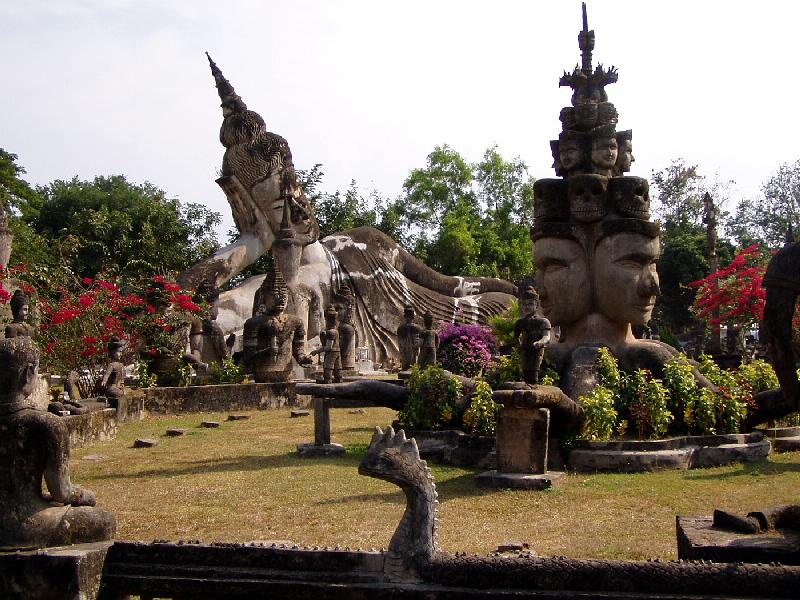
Boeddhapark

Het Boeddhapark of Xieng Khuan is een beeldenpark in een weiland aan de rivier de Mekong op 25 kilometer ten zuidoosten van Vientiane in Laos. Hoewel het geen tempel (wat) is, kan het park worden aangeduid als Wat Xieng Khuan, omdat het talloze religieuze beelden bevat. De naam Xieng Khuan betekent geestenstad. Het park bevat meer dan 200 hindoeïstische en boeddhistische beelden. De regering exploiteert Boeddhapark als een toeristische attractie en een openbaar park.

## Geschiedenis
Het park werd in 1958 gestart door Luang Pu (eerwaarde grootvader) Bunleua Sulilat. Luang Pu Bunleua Sulilat was een priester-sjamaan die het hindoeïsme en het boeddhisme integreerde. Zijn perspectief werd beïnvloed door een hindoe-rishi bij wie hij in Vietnam studeerde. Na de revolutie in 1975, bezorgd over de gevolgen van de heerschappij van Pathet Lao, vluchtte hij van Laos naar Thailand waar hij nog een beeldenpark bouwde, Sala Keoku in Nong Khai. Beide parken liggen direct naast de Thai-Lao grens (gevormd door de Mekong), slechts een paar kilometer van elkaar verwijderd, en de hoogste structuren van het Boeddhapark kunnen gezien worden vanaf de Thaise kant van de Mekong.

## Sculpturen
De beelden zijn gemaakt van gewapend beton en zijn sierlijk en soms bizar van ontwerp. De beelden lijken eeuwen oud te zijn, maar zijn dat niet. Er zijn sculpturen van mensen, goden, dieren en demonen. Er zijn talloze sculpturen van Boeddha, personages van boeddhistische overtuigingen zoals Avalokitesvara, en personages van hindoeïstische overlevering, waaronder Shiva, Vishnoe en Arjoena. Deze sculpturen zijn vermoedelijk gegoten door ongeschoolde arbeiders onder toezicht van Luang Pu Bunleua Sulilat. Een opvallend beeld lijkt op een gigantische pompoen. Het heeft drie verdiepingen die drie niveaus vertegenwoordigen: hel, aarde en hemel. Bezoekers kunnen binnenkomen via een opening die een mond is van een drie meter groot demonenhoofd en via trappen van de hel naar de hemel beklimmen. Elke verdieping bevat sculpturen die het niveau weergeven. Bovenaan is er een uitkijkpunt waar het hele park zichtbaar is. Een ander beeld in het park is een enorme liggende Boeddha van 40 meter lang.

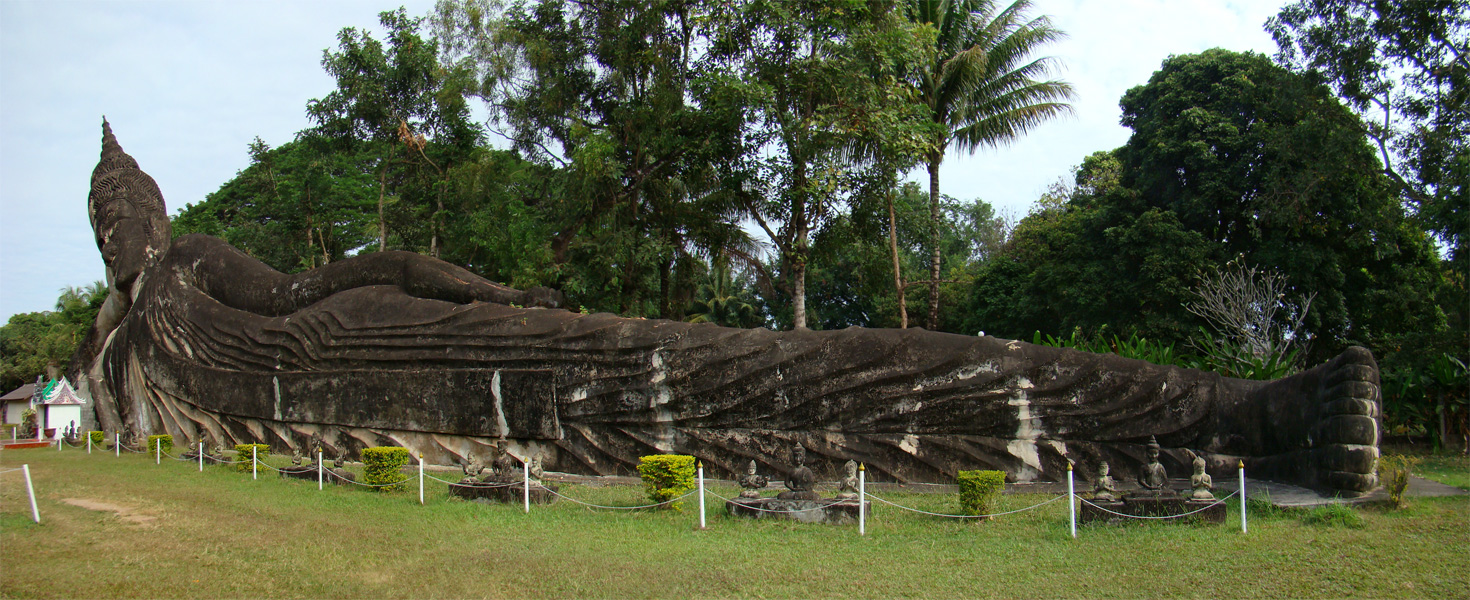
de liggende Boeddha
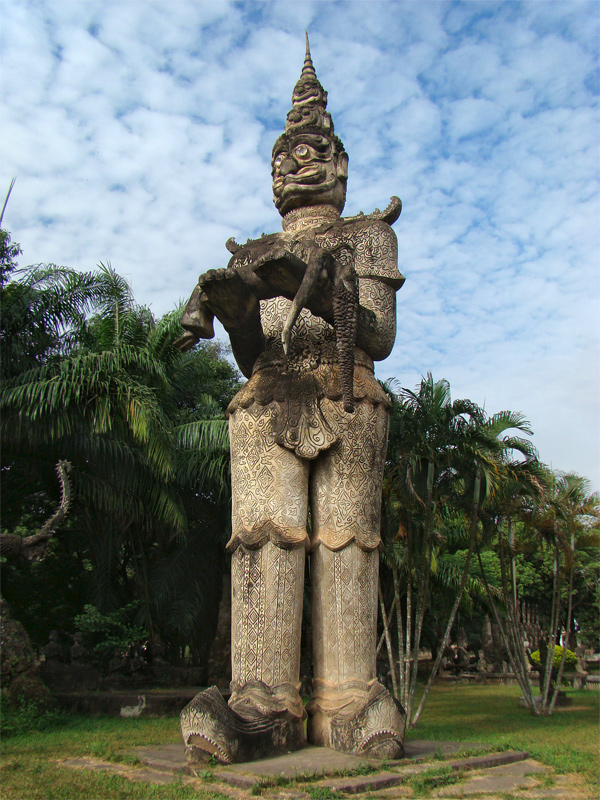
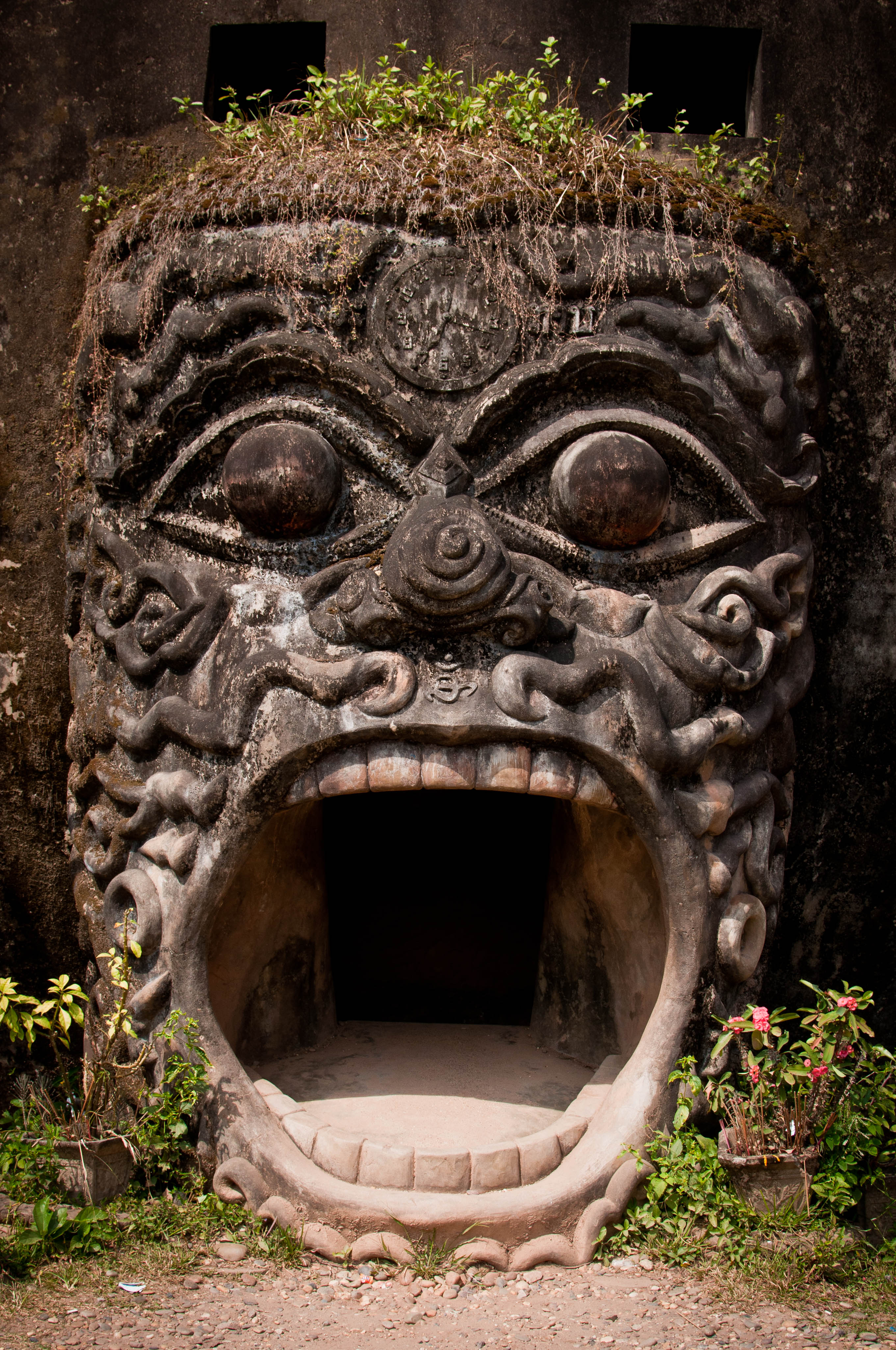
ingang via de demonenkop
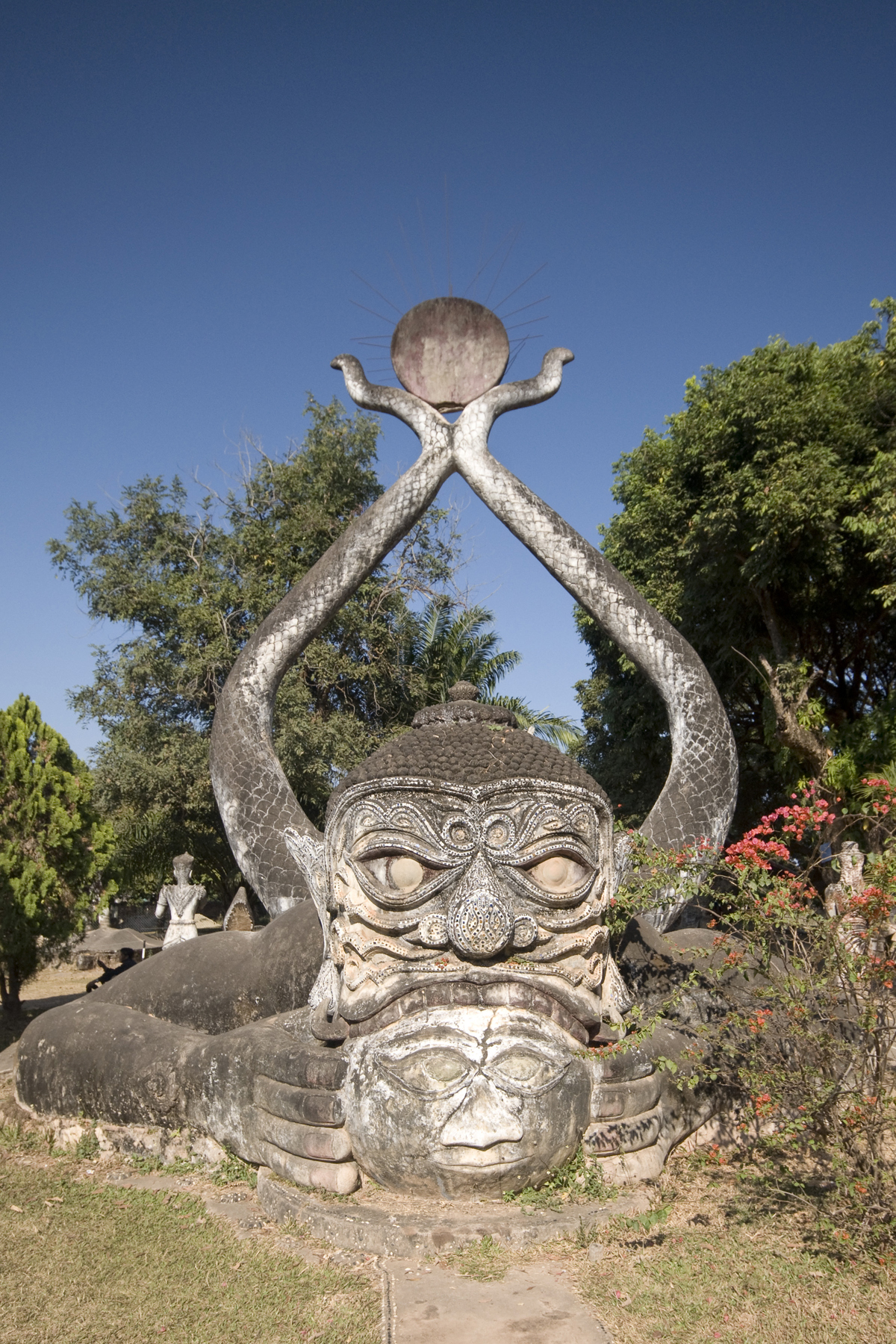
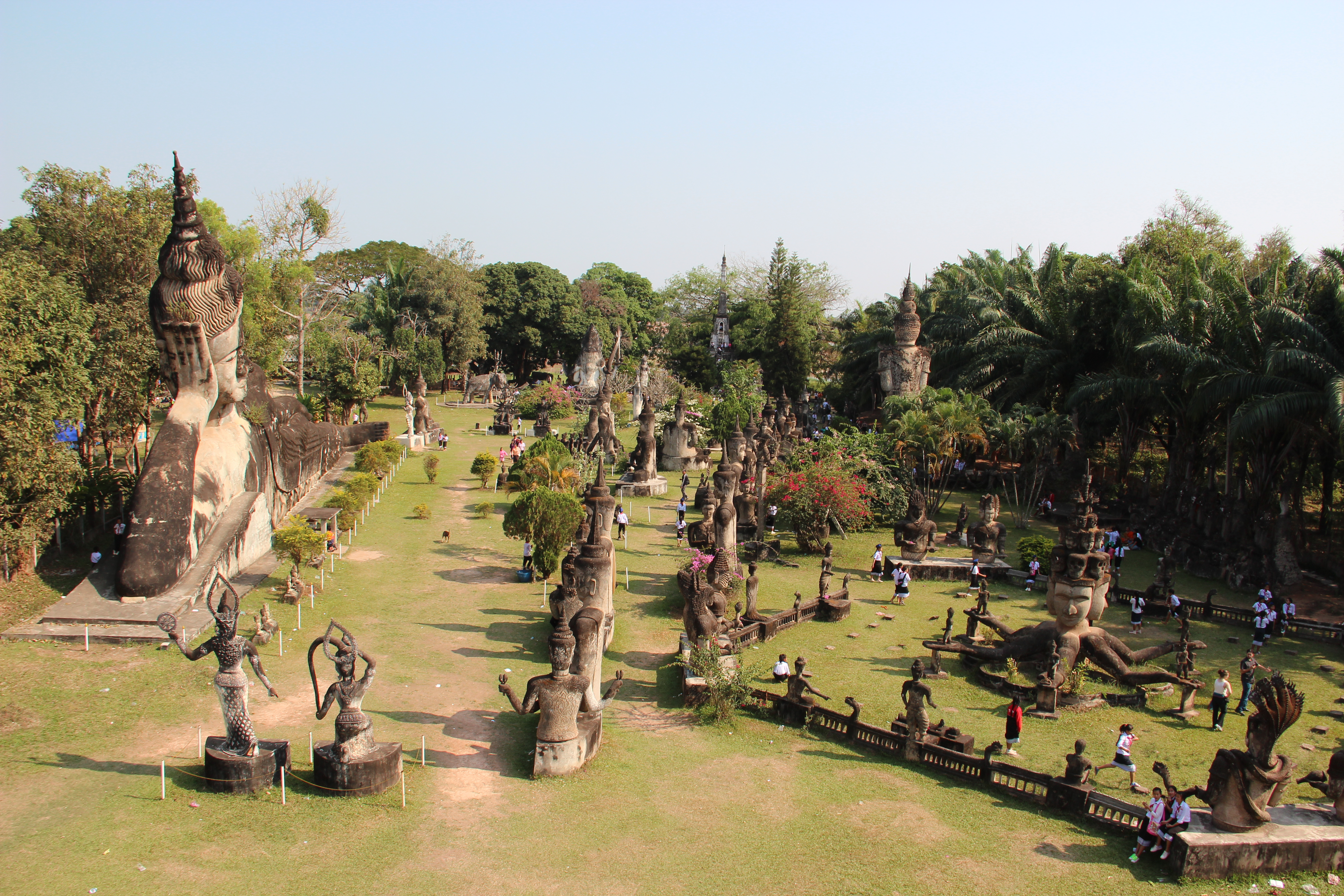
zicht op het park